# Promontorio di Piombino

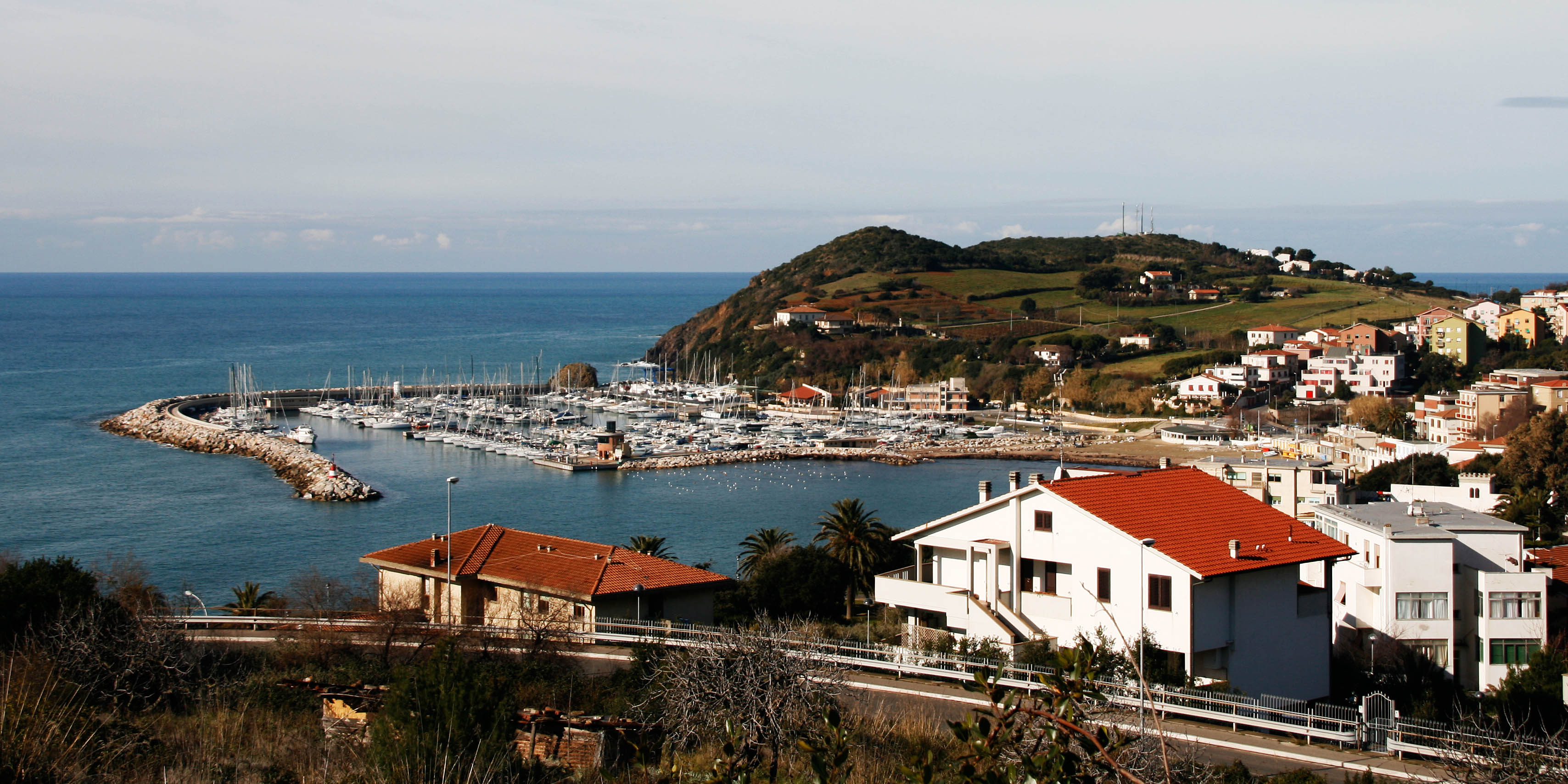
Il promontorio di Piombino presso Salivoli

Il promontorio di Piombino è un promontorio che si eleva a nord dell'omonima città, all'estremità meridionale della provincia di Livorno. 
Situato nel tratto meridionale della Maremma livornese e della Costa degli Etruschi, costituisce il punto di passaggio tra il mar Ligure a nord e il mar Tirreno a sud, mentre il tratto di mare che lo separa dalla costa orientale dell'isola d'Elba è denominato canale di Piombino.

## Origini
Originariamente il promontorio di Piombino era un'isola, annoverabile tra quelle dell'Arcipelago Toscano.
Con il passare del tempo, seguendo lo stesso destino del monte Argentario, si è ritrovato collegato alla terraferma per l'azione del vicino fiume Cornia, la cui foce si trovava originariamente più vicina alla città di Piombino rispetto all'ubicazione attuale: il progressivo accumularsi di materiali da riporto del fiume ha determinato gradualmente il completo riempimento dello specchio di mare che lo separava dalla costa continentale della Toscana.

## Caratteristiche
Il promontorio si sviluppa per circa 7 km ed è caratterizzato da coste alte e rocciose, con strapiombi che digradano in alcuni punti anche fino a 50 metri di profondità già in prossimità della linea di costa. Le vette che caratterizzano il promontorio sono, da nord a sud, il  Poggio Guardiola, il Monte Massoncello, il Monte Gigante, il Monte Santa Maria e il Monte Vento; il punto più elevato è il Monte Massoncello (286 metri s.l.m.).
Il promontorio si eleva con le sue pendici settentrionali dietro il porto di Baratti, costituendo il limite meridionale dell'omonimo golfo. Proprio sulla vetta della parte settentrionale del promontorio sorge il centro di Populonia, che si è sviluppato in epoca medievale nei pressi delle vicine necropoli etrusche; i limiti settentrionali del promontorio coincidono con  Punta delle Pianacce e con  Punta Saltacavallo, a sud delle quali si apre la suggestiva Cala Buia in prossimità delle Buche delle Fate.
Procedendo verso sud si aprono Cala San Quirico e Cala del Termine, quest'ultima delimitata a nord da Punta della Galera e a sud da Punta Rio Fanale, oltre la quale si sviluppa la cosiddetta Spiaggia Lunga, il cui limite meridionale è chiuso da  Punta dei Tufi.
Il promontorio termina poco a nord della città di Piombino, a ovest dell'abitato di Salivoli, ove digrada verso il mare con la piccola penisola di Punta Falcone, sede di un osservatorio astronomico. La suddetta punta chiude a sud la caratteristica Cala Moresca, molto frequentata dai bagnanti.
In corrispondenza della linea che congiunge il promontorio di Piombino e quello di Ancona c'è la massima estensione in larghezza degli Appennini e della Penisola italiana: 254 km..

## Orografia
- Monte Massoncello (286 m),
- Poggio Grosso (274 m),
- Monte Gigante (263 m),
- Monte Pecorino (254 m),
- Monte Santa Maria (207 m),
- Poggio Guardiola (200 m),
- Le Logge (193 m),
- Poggio alla Stella (178 m),
- Monte Caselle (175 m),
- Poggio al Grillo (160 m),
- Poggio Malassarto (140 m),
- Monte Pitti (135 m),
- Poggio Tondo (135 m),
- Monte Mazzano (114 m),
- Poggio La Cagliana (110 m),
- Poggio Morticino (104 m),
- Poggio Presepio (78 m),
- Poggio L'Aquilino (78 m),
- Poggio Lazzaraccio (75 m),
- Poggio L'Aquila (70 m),
- Poggio Lupinaio (70 m),
- Poggio Piovanello (70 m),
- Poggio al Finocchio (68 m),
- Poggio Grattalocchio (66 m),
- Poggio al Lupo (62 m),
- Monte Vento (60 m),
- Poggio Felciaione (57 m),
- Poggio ai Venti (53 m),
- Poggio al Pero (50 m),
- Poggio Montegemoli (43 m).

## Sito di interesse comunitario
Il promontorio è stato indicato per le sue particolari condizioni di flora e fauna come sito di interesse comunitario.